# Yun Dong-ju
Yun Dong-ju (30 de diciembre de 1917 - 16 de febrero de 1945) fue un poeta coreano, conocido por su poesía lírica y sus poemas de resistencia.

## Biografía
Yun Dong-ju nació en Longjin, Jilin, China, el 30 de diciembre de 1917. Fue el mayor de cuatro hermanos. De niño lo llamaban "Haehwan" (해환, 海煥). Entró en la Escuela secundaria Eunjin en Longjing en 1932 y después en 1936 su familia volvió a Corea, donde asistió a la Escuela secundaria Soongsil en Pyeongyang. Cuando se cerró la escuela en ese mismo año, volvió a Longjing y fue al Instituto Gwangmyeong. El 27 de diciembre de 1941, con 23 años se graduó de la Escuela Técnica Yeonhui. Escribía poesía de vez en cuando y escogió 19 poemas para publicarlos en una recopilación que quiso titular Cielo, viento, estrellas y poesía (하늘과 바람과 별과 시), pero no pudo publicarla.
En 1942 entró a la Universidad Rikkyo en Japón, pero se cambió a la Universidad Toshisha y se graduó en literatura inglesa. Tuvo que cambiar su nombre por uno japonés cuando fue a estudiar a Tokio; antes de hacerlo, en un poema titulado Confesión, expresó la vergüenza que sentía por tener que hacerlo, algo que volvería a manifestar en su obra poética. En 1943 volvió a Corea, donde fue detenido por la policía japonesa bajo la sospecha de participar en el movimiento de resistencia por la independencia. Se le sentenció a dos años de prisión y el 16 de febrero de 1945 falleció en la cárcel de Fukuoka, a los 27 años, solo seis meses antes de que fuera declarada la independencia en Corea. Las circunstancias de su muerte sugieren que pudo deberse a los experimentos químicos a los que eran sometidos los prisioneros.
Su poesía se publicó finalmente en 1948, cuando se publicaron tres manuscritos escritos a mano por el poeta bajo el título de Cielo, viento, estrellas y poesía (Haneulgwa Baramgwa Byeolgwa Si). Con la aparición de este volumen fue conocido como un poeta de la resistencia del último periodo de la ocupación japonesa.

## Obra
La poesía de Yun Dong-ju destaca por la inocencia de la voz poética, la conciencia sensible a la pérdida de la tierra natal y la culpa derivada de la vergüenza de no ser capaz de llevar una vida acorde a la triste realidad de la época. "Vida y muerte" (Salmgwa jugeum) es uno de los poemas representativos del periodo de 1934 a 1936, su periodo de aprendizaje de la literatura. Describe el conflicto entre la vida y la muerte, la luz y la oscuridad, pero su marco poético es menos crudo. Desde 1937 sus poemas revelan mayor introspección y ansiedad sobre la sombría realidad de la época. Los poemas de este periodo consiguen reflejar su yo interior y el reconocimiento de la realidad nacional, encarnada en las propias experiencias del escritor. En particular, evidencian un espíritu duro que intenta superar la ansiedad, la soledad y la tristeza y vencer la realidad a través de la esperanza y el coraje.

## Cielo, viento, estrellas y poesía

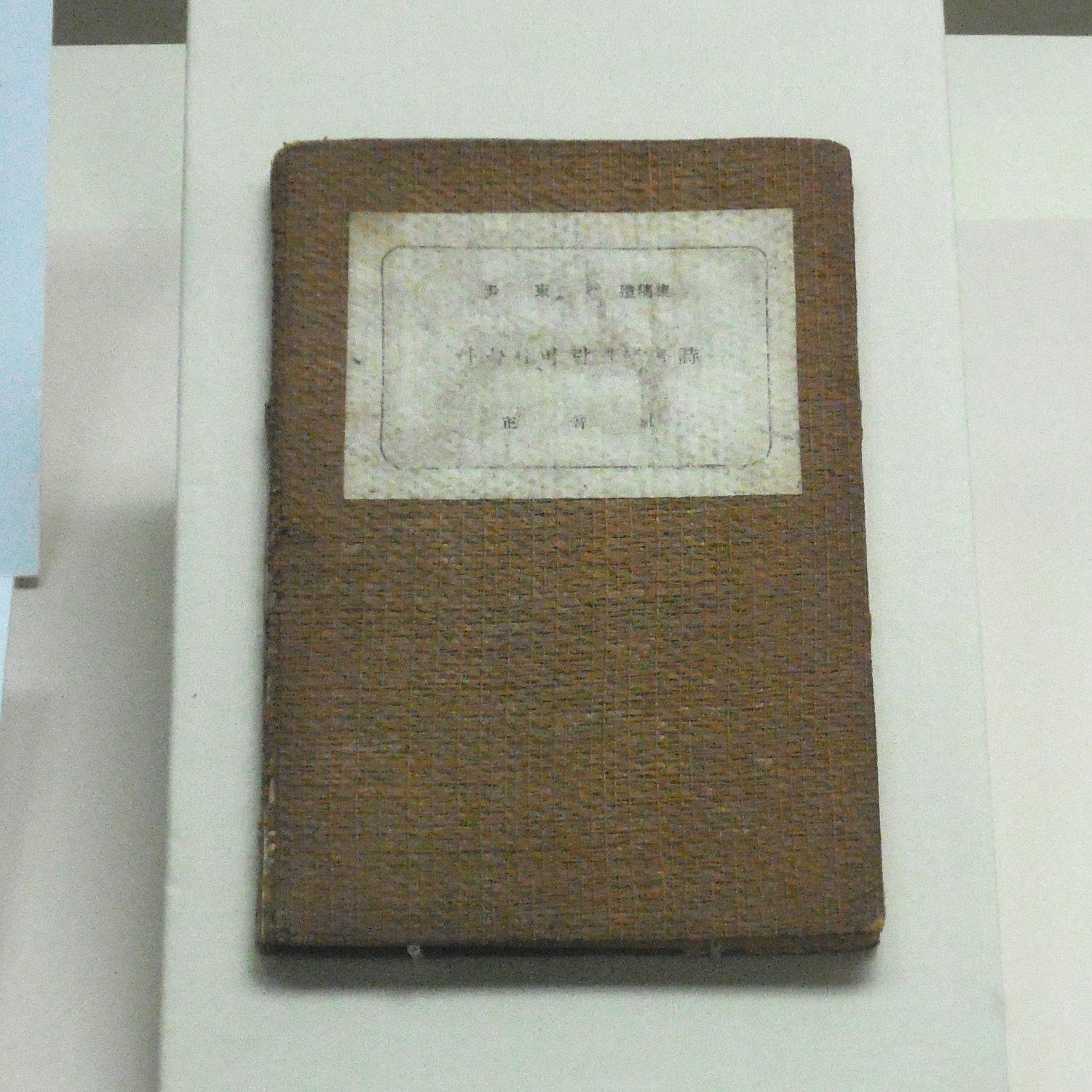
Edición del libro Cielo, viento estrellas y poesía. Publicación póstuma que recopila parte de su obra.

En enero de 1948, 31 de sus poemas se publicaron junto a una introducción del poeta Chong Ji-Yong. La obra se tituló Cielo, viento, estrellas y poesía, aunque su primera intención fue llamar a esta colección de poemas Hospital (병원), el título de uno de los poemas incluidos, pues así veía la época de la ocupación japonesa (1910-1945), como la estancia en un hospital. Sin embargo, lo cambió al actual después de que un amigo se lo aconsejara por ser demasiado provocativo. Su poesía supuso un gran impacto. En 1976 sus familiares recopilaron otros poemas que se añadieron en la tercera edición del libro. Los poemas de esta edición (116 en total) son casi la totalidad de los que escribió. Existe una traducción de sus poemas al español: Yun Tong-Ju, Cielo, viento, estrellas y poesía, Madrid, Verbum Editorial, 2000.

## Otros
En el año 2016 se estrenó la película basada en su vida Dong Ju: retrato de un poeta, con el actor Kang Haneul interpretando al poeta. 
En los episodios 506, 507, 512 y 513 del popular programa de entretenimiento coreano Infinity Challenge, Hwang Kwang-hee colabora con los cantantes Gaeko y Hyukoh en la composición de una canción de hip-hop / rap inspirada en Yun Dong-ju, en la que usan varios versos de sus poemas.

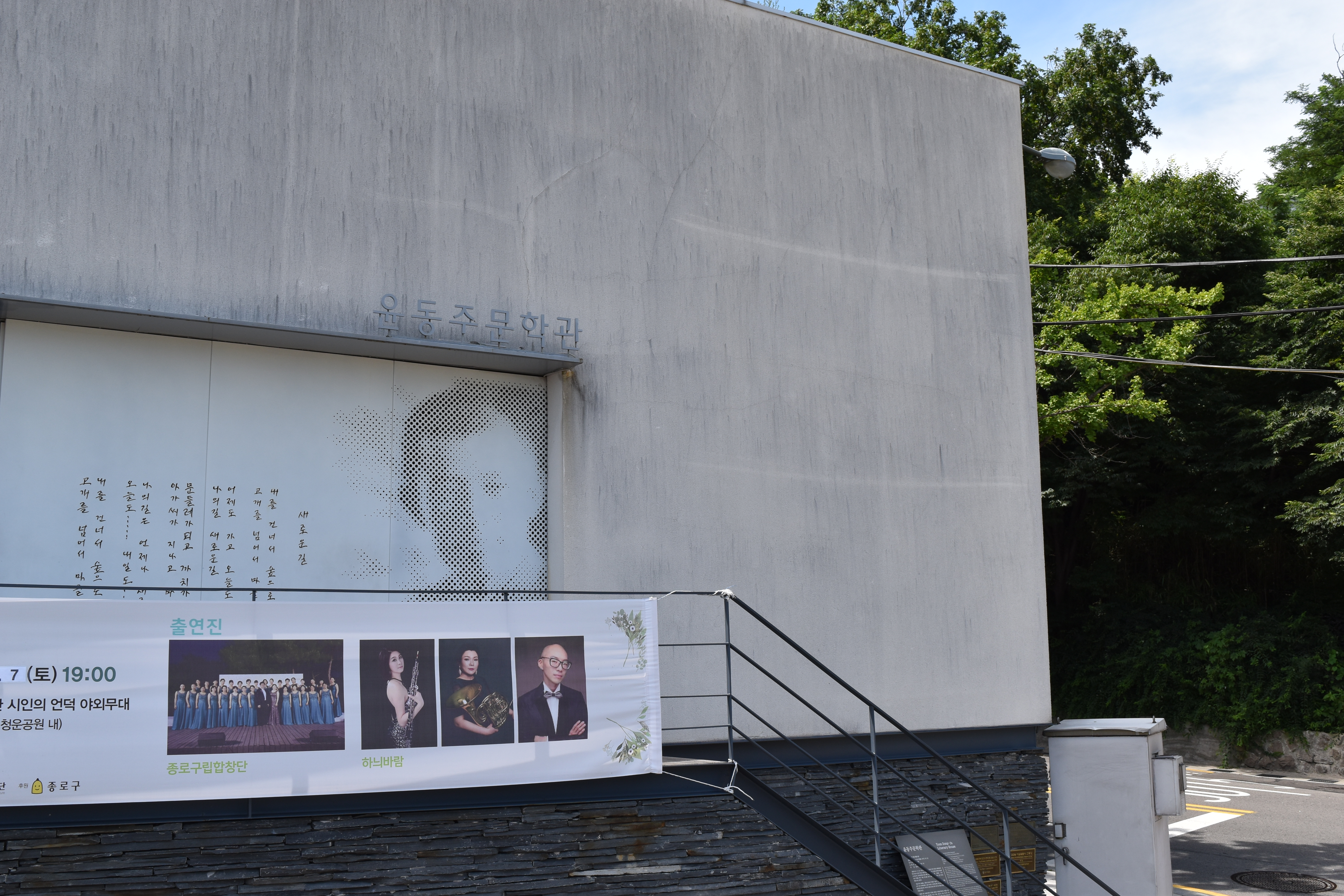
Museo Literario Yun Dong Ju en Jongno-gu, Seúl.

Parte de su legado se encuentra recopilado en el  Museo Literario que lleva su nombre ubicado en Jogno-gu, Seúl.

## Reconocimientos
En noviembre de 1968 la Universidad Yonsei creó el Premio Yun Dong-ju de poesía.
En 1986 una encuesta lo nombró el poeta más popular entre los jóvenes.